# Cantó de La Ferté-Alais
El cantó de La Ferté-Alais és un antic cantó francès del departament d'Essonne, que estava situat al districte d'Étampes. Comptava amb 12 municipis i el cap era La Ferté-Alais.
Va desaparèixer al 2015 i el seu territori es va dividir entre el cantó de Mennecy i el cantó d'Étampes.

## Municipis
- Baulne
- Boissy-le-Cutté
- Boutigny-sur-Essonne
- Cerny-sur-l'Essonne
- D'Huison-Longueville
- Guigneville-sur-Essonne
- Itteville
- La Ferté-Alais
- Mondeville
- Orveau
- Vayres-sur-Essonne
- Videlles

## Història
| Data d'elecció                           | Identitat           | Partit                     | Qualitat |
| ---------------------------------------- | ------------------- | -------------------------- | -------- |
| 1945-1958                                | Louis Poupinel      | Divers droite              |          |
| 1958-1971                                | M. Denis            | radical                    |          |
| 1971-1982                                | Roger-Patrice Pelat | Divers gauche              |          |
| 1982-1992                                | Michel Conte        | UDF                        |          |
| 1992-2001                                | Jean-Philippe Royé  | RPR                        |          |
| 2001-2010                                | Guy Gauthier        | Divers droite, després UMP |          |
| 2010-                                    | Caroline Parâtre    | UMP                        |          |
| les dades anteriors no són pas conegudes |                     |                            |          |
|                                          |                     |                            |          |

## Demografia
| A partir de 1990: Població sense dobles comptes |